# V626 Возничего
V626 Возничего (лат. V626 Aurigae) — двойная затменная переменная звезда типа W Большой Медведицы (EW) в созвездии Возничего на расстоянии (вычисленном из значения параллакса) приблизительно 9698 световых лет (около 2974 парсеков) от Солнца. Видимая звёздная величина звезды — от +15,86m до +15,59m. Орбитальный период — около 0,3956 суток (9,4944 часов).

## Характеристики
Первый компонент — жёлто-оранжевая звезда спектрального класса K-G. Эффективная температура — около 4986 K.
Второй компонент — жёлто-оранжевая звезда спектрального класса K-G.